# Bob Marley: One Love
Bob Marley: One Love és un biopic estatunidenc dirigit per Reinaldo Marcus Green del 2024. Es basa en la vida del cantant i compositor de reggae Bob Marley, des del seu ascens a la fama fins a la seva mort el 1981. La pel·lícula és protagonitzada per Kingsley Ben-Adir com a Marley, al costat de Lashana Lynch com a Rita Marley i James Norton com a Chris Blackwell. S'ha subtitulat al català.

## Argument
La pel·lícula explica, entre altres episodis de la vida de Marley, l'intent d'assassinat el 1976 fins als dos anys d'exili a Londres, l'enregistrament del disc Exodus, que el va convertir en una estrella global, i el seu retorn a Jamaica el 1978 per a un concert que ajudaria a alleujar les tensions polítiques al seu país.

## Producció
El juny de 2018 es va anunciar que Paramount Pictures estava desenvolupant una pel·lícula dramàtica musical basada en la vida del cantant i compositor jamaicà Bob Marley, amb el seu fill, Ziggy Marley, fent de productor. El març de 2021 Reinaldo Marcus Green havia estat contractat per a dirigir-la, i Zach Baylin (que va escriure la pel·lícula de Green de 2021 King Richard ), Frank E. Flowers i Terence Winter n'estaven escrivint el guió. El febrer de 2022 Kingsley Ben-Adir va ser elegit com a actor principal. A l'agost, Lashana Lynch s'havia unit al repartiment interpretant l'esposa de Bob, Rita Marley. El febrer de 2023, Michael Gandolfini, Nadine Marshall, James Norton i Anthony Welsh es van incorporar al repartiment.
El rodatge va començar el desembre de 2022 a Londres i Jamaica, i es va acabar l'abril de 2023. El títol de la pel·lícula, Bob Marley: One Love, va ser anunciat pel productor Ziggy Marley a la CinemaCon aquell mateix mes.
L'octubre de 2023 es va informar que Kris Bowers havia compost la partitura de la pel·lícula, després de treballar amb Green a Monsters and Men (2018) i King Richard. El 26 de gener de 2024 la cantant de country Kacey Musgraves va publicar una versió de «Three little birds» (1977), de The Wailers, com a part de la banda sonora de la pel·lícula. L'EP de la banda sonora de la pel·lícula es va publica el 14 de febrer de 2024 per mitjà d'Island Records i Tuff Gong.